# Willibrord Köller
Willibrord Ernst Köller (* 1. Januar 1765 in Adenau; † 25. November 1834 ebenda) war ein preußischer Landrat.

## Leben und Herkunft
Willibrord Köller war ein Sohn des Kellners aus dem Amt Adenau, bzw. Vice-Amtmanns Johann Ernst Köller und dessen Ehefrau Maria Theresia, geborene Nahlbach. Nach einem Studium der Rechtswissenschaften in Köln und Bonn wurde er Notar in Adenau, dann war er in kurkölnischen Diensten und später arbeitete er noch in der Verwaltung des Kantons Adenau. Im April 1816 wurde er zunächst landrätlicher Kommissar in Adenau, die Vereidigung erfolgte am 17. Mai 1816, bevor er am 16. Januar 1817 per Allerhöchster Kabinettsorder (AKO) zum ersten Landrat des Kreises Adenau ernannt wurde. Nach etwas mehr als acht Jahren Tätigkeit als Landrat ging der unverheiratet gebliebene Köller am 1. Februar 1825 mit Pension in Rente.

## Publikation
- Assertiones Finales Logicae, Metaphysicae, Physicae, mit Johannes Tillmann Fritz, Coloniae Rüttgers 1781, Coloniae, Gymn. Mont., Phil. Diss., 1. & 3. September 1781 OCLC 1073661094